# 16020 Tevelde
A 16020 Tevelde (ideiglenes jelöléssel 1999 CA76) a Naprendszer kisbolygóövében található aszteroida. A LINEAR projekt keretében fedezték fel 1999. február 12-én.